# Посланник (фильм)
«Посланник» (англ. The Messenger) — драма режиссёра Орена Мовермана, вышедшая на экраны в 2009 году. Главные роли исполнили Бен Фостер и Вуди Харрельсон, за эту киноработу номинированный на премии «Оскар» и «Золотой глобус».

## Сюжет
Сержант Уилл Монтгомери (Бен Фостер) выписывается из госпиталя после тяжелого ранения, полученного в Ираке. Его считают героем, но он не чувствует никакого удовлетворения, что-то явно мучает его. Ему осталось служить три месяца, и полковник решает на это время отправить его в распоряжение Группы уведомления о боевых потерях (ГУБП), возглавляемой капитаном Тони Стоуном (Вуди Харрельсон). Задача этого подразделения — первыми сообщать родственникам погибших на войне солдат о смерти их близких и выражать соболезнование «от имени министра обороны». Каждая подобная миссия оказывается тяжелейшим испытанием для Уилла и Тони, ибо предсказать реакцию родителей или жён погибших невозможно. Единственное, что им остается, — попытаться забыться при помощи алкоголя и развлечений.

## В ролях
- Бен Фостер — сержант Уилл Монтгомери
- Вуди Харрельсон — капитан Тони Стоун
- Саманта Мортон — Оливия Питтерсон
- Джена Мэлоун — Келли
- Стив Бушеми — Дэйл Мартин
- Имонн Уокер — полковник Стюарт Дорсет

## Отзывы
На Rotten Tomatoes у фильма 90 % положительных рецензий кинокритиков из 162. На Metacritic — 78 баллов из 100 на основе 31 обзора. Роджер Эберт оценил фильм в 3,5 звезды из 4-х.

## Награды и номинации

### Награды
- 2009 — два приза Берлинского кинофестиваля: Серебряный медведь за сценарий (Орен Моверман, Алессандро Камон), Peace Film Award (Орен Моверман)
- 2009 — две премии Национального совета кинокритиков США: лучший актёр второго плана (Вуди Харрельсон), Spotlight Award (Орен Моверман)
- 2010 — премия «Независимый дух» за лучшую мужскую роль второго плана (Вуди Харрельсон)

### Номинации
- 2009 — номинация на приз Золотой медведь Берлинского кинофестиваля (Орен Моверман)
- 2010 — две номинации на премию «Оскар»: лучший сценарий (Орен Моверман, Алессандро Камон), лучшая мужская роль второго плана (Вуди Харрельсон)
- 2010 — номинация на премию «Сатурн» за лучший фильм в жанре экшн/приключения/триллер
- 2010 — номинация на премию «Золотой глобус» за лучшую мужскую роль второго плана (Вуди Харрельсон)
- 2010 — три номинации на премию «Независимый дух»: лучший дебютный фильм (Орен Моверман, Марк Гордон, Лоуренс Ингли, Зак Миллер), лучший сценарий (Орен Моверман, Алессандро Камон), лучшая актриса второго плана (Саманта Мортон)
- 2010 — номинация на премию Гильдии киноактеров США за лучшую мужскую роль второго плана (Вуди Харрельсон)